# エネルギー政策
エネルギー政策（エネルギーせいさく、英:Energy policy）とは、主に政府系組織がエネルギーの生産、流通、消費を含むエネルギー開発の諸問題に対処するべく決定した方針のこと。エネルギー政策の内容には、法整備、国際条約、投資への奨励、省エネルギーに向けた指針、課税、その他の公共政策の手法が含まれる。エネルギーは現代経済の中核要素であり、製造、輸送、通信、農業などにおいて経済が機能するには、労働と資本だけでなくエネルギーも必要とされている。

## 背景
エネルギー政策の期間については、地球温暖化や気候変動の問題に対処するため、地球規模でエコ・エネルギーを志向した政策実施の重要性が強調されるべきである。
調査は中途段階だが、エネルギー使用の「人間的側面 (human dimensions)」

が、ビジネス、公益事業、政策立案者にとって大きな関心になりつつある。社会科学を利用してエネルギー消費行動の見通しを得ることで、政策立案者は、気候とエネルギーの幅広い事案に関してより良い決定ができるようになる。これが、より効率的なエネルギー利用、再生可能エネルギーの商業化、そして炭素排出削減の促進を可能にする。エネルギーへのアクセスもまた照明、暖房、調理、医療など基本的な社会的ニーズにとって重要である。その結果、エネルギー価格は雇用、経済生産性、ビジネス競争力、商品やサービスのコストにも直接的な影響を与える。

## 国家エネルギー政策

### エネルギー政策を実施する手段
国家のエネルギー政策は、その国の法律、条約、省庁の指導勧告といった一連の手段で成り立っている。主権国家のエネルギー政策は、以下の手段を1つ以上含んだものである。
- エネルギー計画、発電、送電および使用に関する政策の国家声明
- 商業エネルギー活動（取引、輸送、保管など）に関する法整備
- 効率基準、排出基準などエネルギー使用に影響を及ぼす内容の法整備
- 国有エネルギー部門の資産と組織に向けた通達命令
- 鉱物燃料調査（地質調査を参照）に向けた調整と促進への積極参加や、その他のエネルギー関連研究開発の政策指揮
- エネルギー生産とサービスに関連する財政政策（税金、免除、補助金など）
- エネルギー安全保障や多国間政策として以下のような手段
  - 国際エネルギー分野の条約および提携
  - 一般的な国際貿易協定
  - エネルギーの豊富な国との特別な関係（軍事的駐留や支配を含む）

しばしばエネルギー政策の主要課題は、需給の不均衡リスクとされる（Category:エネルギー危機参照）。現在のエネルギー政策はまた、環境問題（気候変動を参照）にも対処し、地球規模の目標や国際ルールを、国内のニーズや法律と調和させる必要があるため、特に挑戦しがいのあるものとなっている。いくつかの政府が詳細なエネルギー政策を発表しているが、宣言したか否かにかかわらず、各政府は何らかの形のエネルギー政策を実施している。経済モデルやエネルギーモデルは、政府機関または国際機関によって助言・分析ツール（経済モデルPOLESを参照）として使用されている。

### エネルギー政策に含まれる要因
上にある手段のどれが結果的に政策で使用されたかに関係なく、国家エネルギー政策には自然と含まれている要因がいくつかある。エネルギー政策に内在する主な要素は次のとおり。
- 自国のエネルギー自給率の度合い
- 将来のエネルギー資源が得られる場所
- 将来のエネルギー消費量（例えばセクター間）
- エネルギー貧困（英語版）を受け入れ耐えるだろう少数人口
- 将来のエネルギーインテンシティー目標、GDPに占めるエネルギーの割合
- 流通信頼性に関する信頼性の基準がどうなのか
- 許容可能な環境外部性がどのようなものか、またその予測
- どんな形の「ポータブルエネルギー」が予測されるか（例えば、自動車の燃料源）
- エネルギー効率の高いハードウェア（例えば、ハイブリッド車や家電など）の普及促進がどの程度になるか
- 国家政策が、県や市など地方自治体の機能をどの程度動かすことができるか
- 政策全体を実施するための具体的な仕組み（例えば、税金、製造基準など）は何を実施するか
- 国家安全保障や外交政策の将来における帰結がどうなるか[5]

## アメリカ地域

### ブラジル
詳細はブラジルのエネルギー政策を参照。
ブラジルは世界第10位のエネルギー消費国であり、南アメリカ最大である。 同時に、この地域における重要な石油・ガス生産国であり、世界第2位のエタノール燃料生産国でもある。エネルギー政策の責務がある政府機関には、鉱業エネルギー省（MME）、国家エネルギー政策審議会（CNPE、ポルトガル語の頭文字）、国家石油天然ガスバイオ燃料監督庁（ANP）、 国家電力省（ANEEL）がある

。国有企業のペトロブラス（Petrobras）とブラジル電力（Eletrobras）が、ブラジルのエネルギー部門の主要活動体である。

### カナダ
詳細は、カナダのエネルギー政策を参照。

### アメリカ合衆国
現在、米国のエネルギー政策における主要課題は、急速成長する国内およびその他の北米エネルギー資源の生産を中心に展開している。エネルギーの自立と石油や石炭への依存度低下に向けた米国の動きは党派争いを孕んでいる、というのもこれらの課題は、環境保護と経済成長など、対立する両方の価値のバランスを最適化する方法を中心に展開するためであり、そして化石燃料産業と新しい再生可能エネルギー事業などライバルの組織的利益の要求もあるからである。
詳細についてはCategory:アメリカ合衆国のエネルギー政策を参照されたい。

## ヨーロッパ地域

### 欧州連合
詳細はEUのエネルギー政策を参照。
欧州連合（EU）は、長年の間エネルギー政策分野での法整備、目標設定、多国間交渉を行なっているが、それは欧州石炭鉄鋼共同体（ECSC）から進展したもので、義務的なEU共通のエネルギー政策導入というコンセプトは、2005年10月27日にロンドンでの欧州理事会で承認されただけである。続いて、2007年1月10日に最初の政策提案「世界を変えるためのエネルギー（Energy for a Changing World）」、が欧州委員会により発行された。EU内で最もよく知られたエネルギー政策目標は、EU全加盟国に義務付けられている20/20/20の目標である。EUは、最終エネルギー使用量における再生可能エネルギーのシェアを20％に増やし、温室効果ガスを20％削減し、エネルギー効率を20％向上させることを計画している。

### ドイツ
詳細はドイツのエネルギー政策を参照。
2010年9月、ドイツ政府は国のエネルギーシステムを転換して、2050年までに80-95％の温室効果ガス排出を国内で削減する（1990年比で）という意欲的な目標設定を採用した。この転換はエネルギーヴェンデ（en:Energiewende）として知られている。その後、政府は2022年までに全ての原子炉を段階的に廃止することを決めた。2014年時点で、国はこの移行を着実に進展させている。
2021年現在のドイツの電源構成は下記の通りである（ドイツAGBE公表資料）。
- 石炭などの火力　27.8%
- 風力　20.1%
- 天然ガス　15.2%
- 原子力　11.8%
- 太陽光　8.4%

バイオマス　7.7%
水力　3.3%

### イギリス
詳細はイギリスのエネルギー政策を参照。
英国のエネルギー政策は、エネルギーインテンシティーを下げること（しかし実はまだ高い）、エネルギー貧困を削減すること、そして現在までエネルギー供給の信頼性を維持することに成功している。英国は今後数年間で二酸化炭素排出量を削減するという意欲的な目標を掲げているが、この目標を達成するための十分なプログラムがあるかどうかは不明である（いまだフランスが困難なほど効率的な方法）。エネルギー自給に関して、英国の政策は、歴史的なエネルギー自給率が（北海油田の生産減少に起因して）今や存在しなくなりつつあると認める以外には、この問題に対処していない。輸送に関して、歴史的に英国は都市同士をリンクする公共交通機関を奨励する良い政策記録を持っている、一方で国内線やヨーロッパ短距離便を大幅に削減する可能性のある高速鉄道の問題に遭遇している。この方針は、しかしながら、ハイブリッド車の使用やエタノール燃料使用を大幅に促進するものではないし、輸送燃料消費の上昇を緩和するための実行可能な短期的な手段でもない。再生可能エネルギーに関しては、英国は風力と潮汐エネルギーの目標を掲げている。2007年のエネルギー白書は、2020年までに英国のエネルギーの20％が再生可能資源の由来でなくてはいけないとの目標を設定した。

### ソ連およびロシア
詳細はソ連のエネルギー政策と Category:ロシアのエネルギー政策を参照。
ソビエト連邦は1980年代後半まで世界で最大のエネルギー供給者だった。世界のエネルギー大国の1つであるロシアは、天然エネルギー資源が豊富で、世界でも有数のエネルギー純輸出国であり、EUにとっての主要供給者である。ロシアのエネルギー政策を定義する主な文書は、当初2020年までの期間の政策を策定していたエネルギー戦略で、その後2030年までに見直され、修正および延長となった。一方、ロシアは京都議定書にも署名し、後に批准している。多くの学者は、ロシアがエネルギー輸出を他国への外交政策の道具として利用することを懸念している
。

## アジア地域

### 日本
日本における具体的詳細は、Category:日本のエネルギー政策を参照のこと。

### 中国
詳細は中国のエネルギー政策を参照。

### インド
詳細はインドのエネルギー政策を参照。
インドのエネルギー政策は、4つの主要原動力による取引という特色がある。
- 経済の急速成長、に伴う電力・ガス・石油の安全で堅実な供給への必要性。
- 家計所得の増加、に伴う手頃な価格の十分な電力供給と、クリーンな調理燃料の必要性。
- 限られた化石燃料の国内埋蔵量と、ガス・原油・石油の必需生産の大半部分を輸入する必要性、それに最近では石炭も輸入する必要性。
- 屋内、都市および地域の環境的影響、でクリーンな燃料と清浄化技術の採用が必要とされること。

近年、これらの課題は一連の改革・再編が続いており、省エネルギー重視という結果につながっている。
インドのジャトロファ・インセンティブ（バイオ燃料の一種）や米印原子力協力も参照。

### タイ
詳細はエネルギー産業の自由化と民営化（タイ）を参照。
タイのエネルギー政策は、1）エネルギー消費効率の向上、2）国内エネルギー生産の増加、3）エネルギー部門における民間セクターの役割の拡大、4）エネルギー価格の設定における市場メカニズムの役割の増大、を特徴とする。 これらの政策は、政府の様々な変更にもかかわらず、1990年代以降一貫している。 産業の自由化と民営化のペースと形態は、熱い論争の的になっている。

### バングラデシュ
詳細はバングラデシュのエネルギー政策を参照。
バングラデシュの最初の国家エネルギー政策（NEP）は、1996年に電力エネルギー鉱物資源省が策定したもので、異なるゾーンの消費セクターや消費者集団のエネルギー需要増大に対応するため、エネルギー資源の適切な探査、生産、流通の確保および合理的なエネルギー利用を、持続可能な基準で行っている。
世界と国内情勢の急速な変化に伴い、2004年に政策が更新された。更新された政策には、環境への影響を最小限に抑える環境に配慮した持続可能なエネルギー開発プログラムを確保し、エネルギー分野の開発と管理における官民の参加を奨励して、2020年までに全国を電化させるという追加目標が設けられた。

## オセアニア地域

### オーストラリア
詳細はオーストラリアのエネルギー政策を参照。
オーストラリアのエネルギー政策は、石炭発電所と水力発電所の組み合わせを特徴としている。 オーストラリア政府は、世界最大のウラン生産国であるが、原子力発電所を建設しないことを決定した。

## 地方自治体のエネルギー政策
自治体内でも、エネルギー政策について幾度も話すことは適切である。地方自治体やエネルギー産業といった影響力ある独立組織はそれぞれで政策を実行するだろう。これら組織が実行できる政策手段に主権は少ないが、国の手段と同じくらい重要になることもある。実際、現実的に国家レベルでは管理しきれないような、エネルギー政策には不可欠な一定の活動がある。例えば、建設工事における省エネルギー活動のモニタリング（国の代理として）などである。